# Global Kryner
Global Kryner war eine Band aus Wien, Österreich. Im April 2004 veröffentlichten sie das gleichnamige Debütalbum, mit dem die Band auch in Deutschland tourte.

## Bandgeschichte
Global Kryner war eine Idee von Christof Spörk, der noch von 1992 bis Anfang 2005 als Klarinettist, Texter und Sänger der Gruppe Die Landstreich tätig war. Sein erster Kompagnon bei Global Kryner war Sebastian Fuchsberger, der bis Ende 2004 bei Mnozil Brass aktiv war. Mit der Sängerin Anna Hauf, dem Akkordeonisten Wolfgang Peer, dem Trompeter Wolfgang Sohm und dem langjährigen Christl Stürmer-Gitarristen Hardy Kamm spielte Global Kryner zunächst unter dem Projekttitel „over.kryner“ eines der ersten Konzerte am 4. Mai 2002 in Scheibbs anlässlich des niederösterreichischen Volksmusikfestivals AufhOHRchen.
Als Akkordeonist kam Anton Sauprügl im Herbst 2002, als Gitarrist Edi Köhldorfer im Herbst 2003 dazu. Ännie Höller und Thomas Gansch komplettierten schließlich jene Besetzung, mit der zwischen November 2003 und Februar 2004 die erste CD Global Kryner aufgenommen wurde. Im April 2004 veröffentlicht, erhielt diese CD in Österreich bald Goldstatus und war über 40 Wochen in den österreichischen Charts.
2005 gewann Global Kryner den Amadeus Award und trat beim Eurovision Song Contest in Kiew mit dem Song Y Así als Vertreter Österreichs an. Sie schieden jedoch im Semifinale aus. 2006 gewann Global Kryner den Bonner Satirepreis Prix Pantheon.
Am 28. Januar 2010 präsentierten Global Kryner ihre neue CD Global Kryner versus The Rounder Girls im Boxclub Box Union Favoriten, moderiert von Sigi Bergmann. Im Rahmenprogramm musizierte der Akkordeonist Christian Bakanic.
Global Kryner gab Anfang des Jahres 2013 die Auflösung der Band für Ende Oktober 2013 bekannt, es gab noch eine große Abschiedstour unter dem Motto „Servus“, in der die Musiker noch einmal in vielen Ländern wie Österreich, Schweiz, Deutschland und Südtirol auftraten.

## Stil
Die Global Kryner ordnen ihren Stil weder dem volkstümlichen Schlager noch der Popmusik zu. Die Kompositionen zeichnen sich durch Jazzharmonien, wechselnde Taktarten, Rhythmen und Tempi aus. Allgemein ist die Musik im soulig-jazzigen Bereich angesiedelt. Auffällig ist, dass kein Schlagzeug eingesetzt wird und dass der „Drive“ von Bassposaune, Gitarre und Akkordeon kommt.
Auf der Internetseite der Band heißt es dazu:

„Sechs Musiker aus den unterschiedlichsten Ecken sind nun angetreten,
1. den Oberkrainersound aus der Bierzeltseligkeit in ein seriöses World-Music-Genre zu übersetzen,
2. den Spielwitz dabei nicht zu verlieren und
3. zu beweisen, dass jedes Lied, jede Melodie aus Pop, Jazz und Klassik verkrainert werden kann.“

Bezeichnend für den Stil und das Publikum des Ensembles ist die Tatsache, dass die Musiker ihr Debütalbum am gleichen Abend im Musikantenstadl und im bedeutenden Wiener Jazzclub Porgy & Bess vorgestellt haben.
Während ihre erste CD noch aus adaptierten Fremdkompositionen bestand, enthielt ihr zweites Album Krynology selbst komponierte Titel. Auch auf der dritten CD WEG finden sich eigene Titel, die jedoch nur am Rande im Oberkrainersound gehalten sind. Die Gruppe hat sich in Richtung kabarettistischen Jazz weiterentwickelt.

## Diskografie
Alben
- 2004: global.kryner
- 2005: Krynology
- 2007: Weg
- 2008: Live in Luxembourg
- 2009: Global Kryner versus The Rounder Girls
- 2011: Global Kryner – Coverstories

## Wettbewerbe und Preise
- 2005: Eurovision Song Contest mit dem Song Y Así (Zwischenrunde)
- 2005: Amadeus Austrian Music Award in der Sparte „Gruppe Pop/Rock national“.
- 2006: Prix Pantheon in der Sparte „Frühreif & Verdorben“